# گولمی دول
گولمی دول (به صربی: Golemi Dol) یک روستا در صربستان است که در پریچو واقع شده‌است. گولمی دول ۵٫۲۸ کیلومتر مربع مساحت و ۲۹۴ نفر جمعیت دارد.